# John H. Bankhead II
John Hollis Bankhead II, född 8 juli 1872 i Lamar County, Alabama, död 12 juni 1946 i Bethesda, Maryland, var en amerikansk politiker (demokrat). Han representerade delstaten Alabama i USA:s senat från 1931 fram till sin död.
Bankhead utexaminerades 1891 från University of Alabama. Han avlade 1893 juristexamen vid Georgetown University och inledde därefter sin karriär som advokat i Jasper, Alabama.
Han var verkställande direktör för Bankhead Coal Co. 1911-1925. Han besegrade sittande senatorn James Thomas Heflin i demokraternas primärval inför senatsvalet 1930. Han vann sedan själva senatsvalet och efterträdde Heflin i senaten i mars 1931. Heflins anklagelser om valfusk ledde till en femton månader lång undersökning som Heflin betalade för men som förblev resultatlös. Bankhead omvaldes 1936 och 1942. Han avled 1946 i ämbetet och efterträddes av George R. Swift.
Bankhead var son till senator John H. Bankhead och bror till talmannen William B. Bankhead. Skådespelaren Tallulah Bankhead var hans brorsdotter.